# Shortparis

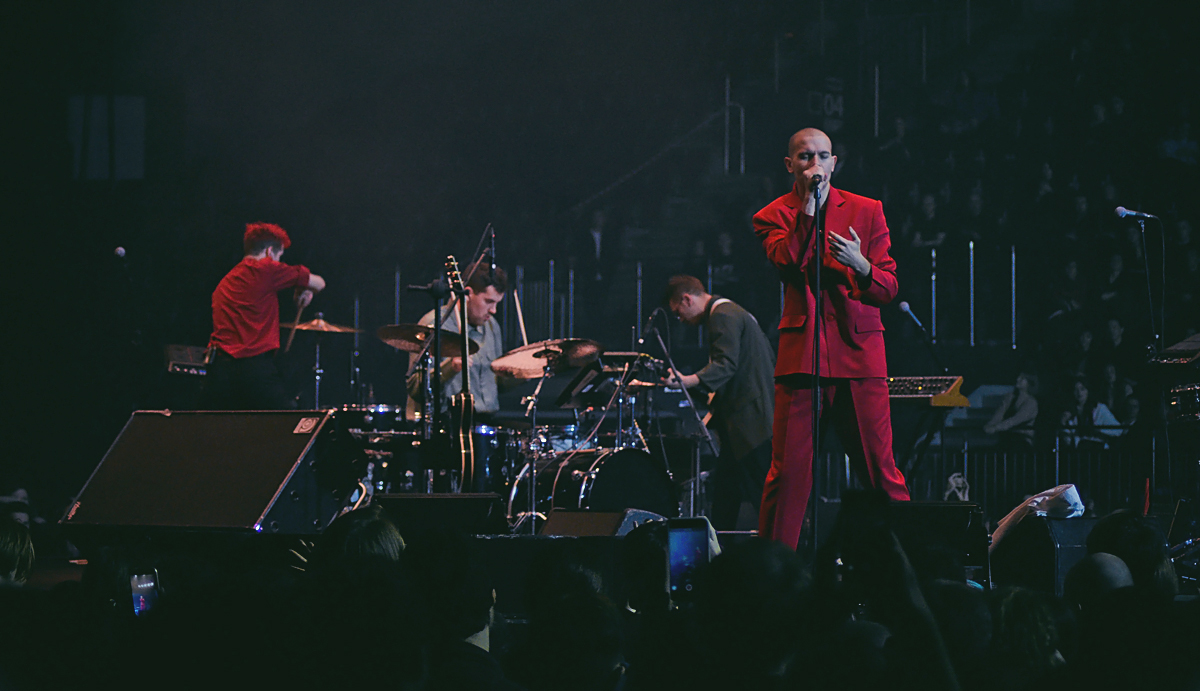
演出时的Shortparis乐队（2019年11月16日）

Shortparis是一支在2012年成立于圣彼得堡的俄罗斯乐队。乐队成员尼古拉·科米亚津（Nikolai Komyagin）、亚历山大·伊奥宁（Alexander Ionin）以及帕维尔·列斯尼科夫（Pavel Lesnikov）都來自新库兹涅茨克，他们在2012年搬到圣彼得堡后组建了Shortparis乐队。之后，圣彼得堡当地人达尼拉·霍洛德科夫（Danila Kholodkov）和亚历山大·加利亚诺夫（Alexander Galyanov）加入了乐队。
2013年，Shortparis发行了首张专辑《女儿们》（Дочери/ Docheri/ Daughters），其中收录了英语和法语歌曲。2017年，他们发行了专辑《复活节》（Пасха/ Paskha/ Easter）。与之前的专辑不同，《复活节》中的所有歌曲都是俄语歌。2019年，他们发行了专辑《钢铁是这样炼成的》（Так закалялась сталь/ Tak zakalyalas' stal/ Thus the Steel Was Tempered）。
2022年俄罗斯入侵乌克兰期间，Shortparis曾发布过一部反战音乐视频。